# 中华人民共和国日史
《中华人民共和国日史》是中华人民共和国日史编辑委员会编辑，四川人民出版社2003年出版的图书，上自1949年10月1日起，下至1999年12月31日止，50大卷，近2000万字。

## 评论
- 张金才对《日史》的收录标准、史实错误提出多项批评，最后说：“《日史》这种东拼西凑、粗制滥造、错误百出的大部头‘巨著’，居然能出版，不能不说是一种奇特的现象。这种现象反映了当今学术界和新闻出版界少数人急功近利的浮躁之风”。[2]